# Harvey Cohn (Leichtathlet)
Harvey Cohn (Harvey Wright Cohn; * 4. Dezember 1884 in New York City; † Juli 1965 in Massachusetts) war ein US-amerikanischer Mittel- und Langstreckenläufer, der an drei Olympischen Spielen teilnahm.
1904 in St. Louis wurde er Achter über 1500 Meter. Über 800 Meter kam er nicht unter die ersten sechs und im Hindernislauf über 2590 Meter nicht unter die ersten vier.
1905 wurde er US-Meister über 2 Meilen Hindernis.
Bei den Olympischen Zwischenspielen 1906 in Athen wurde er über 1500 Meter Siebter oder Achter. Im 5-Meilen-Lauf schaffte er es nicht unter die ersten sechs. 
1908 in London gehörte er zum US-amerikanischen Team im 3-Meilen-Mannschaftslauf, das den zweiten Platz belegte. Da nur die ersten drei einer Mannschaft bei der Medaillenvergabe berücksichtigt wurden, ging Cohn, der in der Einzelwertung Zwölfter und damit Fünfter innerhalb des US-Teams war, leer aus.
Harvey Cohn startete für den Irish American Athletic Club.